# Knoop (plant)

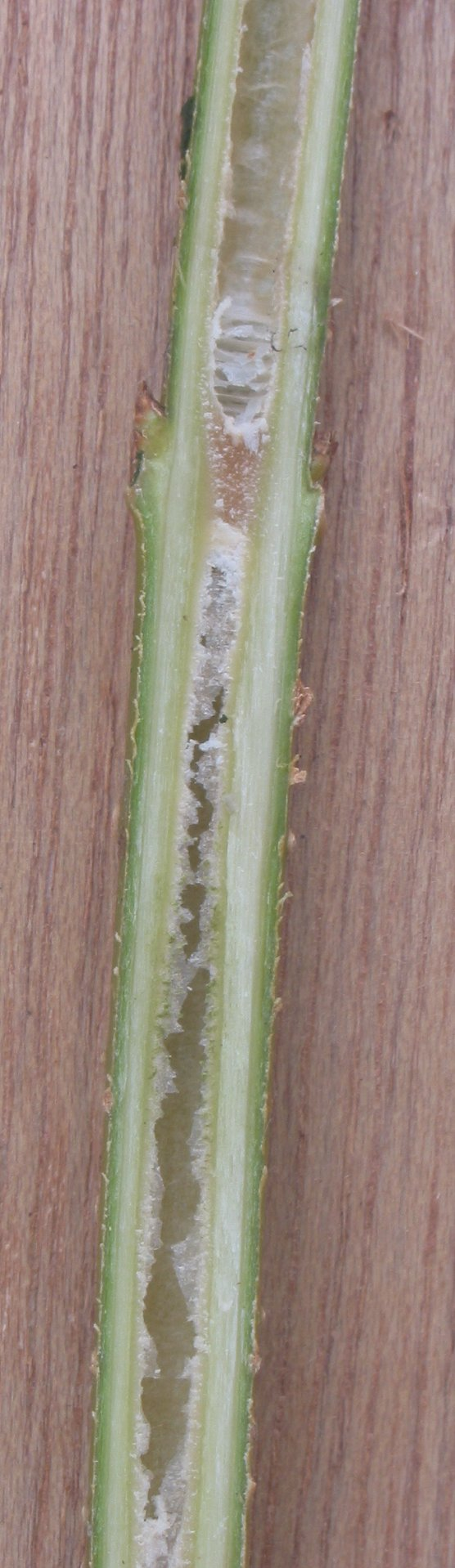
Knoop in de twijg van de forsythia

Een knoop of nodium is een min of meer verdikte plaats aan de stengel van een plant, met name daar waar de bladeren aan de stengel zitten. Zijn die knopen duidelijk zichtbaar, dan is de stengel geleed in internodia of tussenknoopstukken (stengelleden, de delen tussen twee knopen gelegen). Op de plaats van de knoop zit in de stengel een tussenschot.
Op een knoop zitten soms, zoals bij de vlier, klieren. Deze klieren bevatten etherische oliën, waarvan geweten is dat de geur vliegen en muggen op afstand houdt. Ook kunnen vanuit de knopen ranken ontspringen zoals bij planten uit het geslacht Vitis zoals de druif, planten uit het geslacht Ampelopsis en planten uit de komkommerfamilie.
|  |  |